# Unione Calcio Sampdoria
L'Unione Calcio Sampdoria, meglio nota come Sampdoria, è una società calcistica italiana con sede nella città di Genova. Milita in Serie B, la seconda divisione del campionato italiano. 
Soprannominata la Samp o il Doria, è nata il 12 agosto 1946 dalla fusione tra la Sampierdarenese (nata come polisportiva nel 1891, e come sezione calcio nel 1899) e l'Andrea Doria (sorta come polisportiva nel 1895, e come sezione calcio nel 1900). Decima fra i club con la migliore tradizione sportiva in Italia, fa inoltre parte dell'European Club Association.
Nel corso della sua storia la Sampdoria ha disputato 66 campionati di A e 14 di B, aggiudicandosi uno scudetto nel 1990-1991, quattro Coppe Italia e una Supercoppa italiana. A livello internazionale vanta la vittoria di una Coppa delle Coppe (nel 1989-1990), oltre ad aver disputato le finali dell'allora Coppa dei Campioni (nel 1991-1992), della Coppa delle Coppe (nel 1988-1989) e della Supercoppa UEFA (nel 1990).

## Storia

La prima formazione della neonata squadra blucerchiata nel 1946.

L'Unione Calcio Sampdoria nacque il 12 agosto del 1946, dalla fusione fra le due società genovesi Sampierdarenese e Andrea Doria (precedentemente già unite per un periodo sotto la bandiera de La Dominante). La prima era iscritta alla Serie A ma si trovava in condizioni economiche estremamente precarie, mentre la seconda era stata esclusa dalla massima serie ma disponeva di un'ampia liquidità e aveva effettuato degli acquisti di primo livello; le due società si unirono quindi fornendo l'una il titolo sportivo e l'altra le risorse sportive e finanziarie.
Il primo presidente ufficiale e allenatore furono Piero Sanguineti e Giuseppe Galluzzi. Il primo campionato disputato dai liguri fu quello del 1946-1947, in cui la Samp si piazzò al decimo posto. Per circa vent'anni i genovesi giocarono costantemente in Serie A, con risultati alterni, di cui il migliore nell'annata 1960-1961, in cui ottennero il quarto posto nel campionato. Nella stagione 1965-1966, la Sampdoria finì sedicesima e retrocesse in Serie B per la prima volta nella sua storia; l'anno dopo vinse tuttavia il campionato cadetto e tornò subito in Serie A.
Passeranno altri due decenni prima di vedere il club doriano ottenere un alloro. Nella stagione 1984-1985 vinse la Coppa Italia, la prima della sua storia, sconfiggendo il Milan in doppia finale (0-1 a Milano con rete di Souness, e 2-1 a Genova con reti di Mancini e Vialli), mentre si piazzò al quarto posto in campionato. Grazie alla conquista della Coppa Italia, i blucerchiati si qualificarono per la prima volta in un torneo confederale, la Coppa delle Coppe, dove, dopo aver eliminato i greci del Larissa, i liguri vennero sconfitti dal Benfica negli ottavi di finale.
Sempre nel 1985-1986, la Sampdoria raggiunse di nuovo la finale della Coppa Italia, venendo sconfitta dalla Roma (vittoria blucerchiata a Genova per 2-1, e successo giallorosso a Roma per 2-0). Due anni dopo, nella stagione 1987-1988, raggiunse per la terza volta la finale della coppa nazionale, e stavolta la vinse, sconfiggendo il Torino (vittoria sampdoriana per 2-0 a Genova con reti di Briegel e Vialli, e vittoria granata a Torino per 2-1).
Partecipò così alla prima edizione in assoluto di un nuovo trofeo, la Supercoppa italiana nel 1988 contro il Milan campione d'Italia, con esito negativo: i rossoneri si imposero per 3-1 a San Siro. I blucerchiati, qualificati anche alla Coppa delle Coppe, riuscirono ad arrivare, in questa competizione, allo loro prima finale europea, giocando contro il Barcellona a Berna, dove gli spagnoli si imposero per 2-0 con reti di Salinas e di Rekarte. Anche l'anno successivo la Sampdoria riuscì a mantenere la coccarda della coppa nazionale sulla sua maglia, sconfiggendo in finale il Napoli di Maradona; all'andata vittoria a Napoli degli azzurri per 1-0, e a Cremona (stadio "di casa" dove giocò la Samp, poiché il Ferraris di Genova era in ricostruzione per i Mondiali di Italia '90) vittoria per 4-0 dei blucerchiati con reti realizzate da Vialli, Cerezo, Vierchowod e Mancini. Poté così nuovamente partecipare alla Supercoppa italiana nel 1989, perdendo anche questa a San Siro, stavolta contro l'Inter per 2-0.

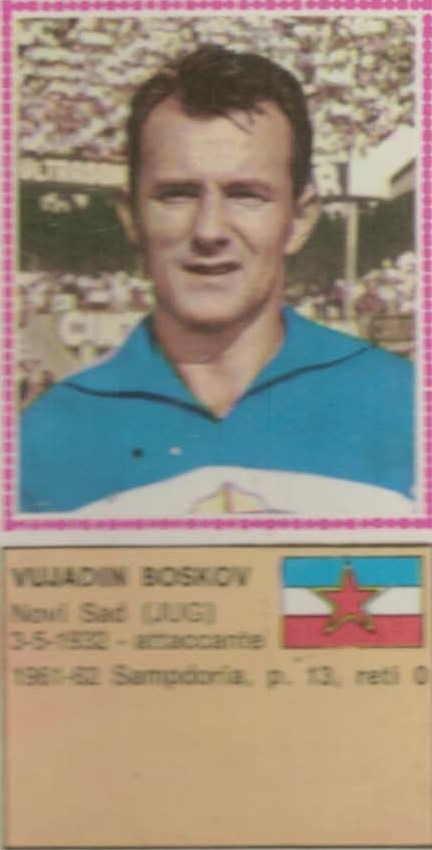
Vujadin Boškov, allenatore della Samp dal 1986 al 1992, colse coi blucerchiati uno storico scudetto e una finale di Coppa dei Campioni.

L'anno seguente, i doriani si qualificarono ancora in finale nella Coppa delle Coppe, vincendola contro i belgi dell'Anderlecht il 9 maggio 1990 a Göteborg, con il risultato di 2-0, grazie a due reti realizzate da Vialli nei tempi supplementari: la Sampdoria poté così sollevare il suo primo trofeo continentale. Non riuscì poi a vincere la Supercoppa UEFA del 1990, persa nel doppio confronto contro il Milan (1-1 a Genova, e vittoria rossonera per 2-0 nel ritorno giocato a Bologna, per l'indisponibilità del Meazza di Milano).
La stagione dopo, nel 1990-1991, i blucerchiati vinsero lo scudetto, il primo della loro storia, raggiungendo quota 51 punti con un distacco di +5 sulle due squadre meneghine. Inoltre, raggiunse nuovamente la finale di Coppa Italia, venendo sconfitta dalla Roma (vittoria giallorossa a Roma per 3-1, e pareggio 1-1 a Genova). Sempre contro i capitolini, comunque, la Samp vincerà la prima Supercoppa italiana pochi mesi dopo, con il risultato di 1-0 nella finale unica disputata al Ferraris, con rete di Mancini.
Nel 1991-1992 il club ligure arrivò in finale nella Coppa dei Campioni contro il Barcellona. I doriani vennero sconfitti per 1-0 da una rete (ai supplementari) di Koeman su calcio di punizione; in quella serata del 20 maggio del 1992 si registrò l'esodo di quasi 30.000 sampdoriani da Genova fino a Wembley.
Il principale autore di questi successi fu il presidente Paolo Mantovani che, grazie anche all'aiuto del direttore sportivo dell'epoca Paolo Borea, riuscì a creare un mix vincente di campioni, giocatori di esperienza, giovani emergenti e validi comprimari. Su tutti si ricordano Gianluca Pagliuca, Pietro Vierchowod, Toninho Cerezo, Attilio Lombardo, Roberto Mancini, Gianluca Vialli (questi ultimi due soprannominati i gemelli del gol), Moreno Mannini, Marco Lanna, Luca Pellegrini, Fausto Pari, Giovanni Invernizzi, Srečko Katanec, Giuseppe Dossena e Fausto Salsano. La conduzione tecnica di questa squadra era affidata all'allenatore serbo Vujadin Boškov.

I gemelli del gol Gianluca Vialli e Roberto Mancini, insieme alla Sampdoria dal 1984 al 1992.

Dopo sei anni, nel 1992-1993, proprio Boškov lasciò la panchina dei blucerchiati, sostituito dall'allenatore svedese Sven-Göran Eriksson, mentre dopo otto anni con i doriani, anche Vialli si trasferì altrove. Il 14 ottobre 1993, infine, il presidente Paolo Mantovani scomparve: il ciclo vincente degli "anni d'oro" arrivò al capolinea.
Nella stagione 1993-1994 la Sampdoria (con gli arrivi in squadra di Gullit, Evani, Jugović e Platt) arrivò al quarto posto in campionato, rimanendo per numerose giornate in lotta per il titolo. Il 20 aprile 1994 la Sampdoria vinse la Coppa Italia, la quarta nella sua storia, battendo l'Ancona (sconfitto con un 6-1 a Marassi, dopo lo 0-0 dell'andata). Giocherà poi la finale di Supercoppa italiana nel 1994 al Meazza, persa ai tiri di rigore con risultato finale di 5-4 in favore del Milan. Con l'annata 1994-1995, arrivarono Zenga, Mihajlović e ritornò Gullit. Qualificata alla Coppa delle Coppe grazie al trionfo in Coppa Italia, ai quarti di finale a Oporto batté il Porto ai rigori, ma perse in semifinale contro l'Arsenal ancora ai rigori.
La stagione seguente la società acquistò i giovani Seedorf e Karembeu, dando inoltre fiducia alla promessa Chiesa. Il 1996-1997 vide gli arrivi di Montella e Veron; al termine del campionato i doriani conquistarono il sesto posto in classifica; fu questa l'ultima annata con la maglia blucerchiata di Roberto Mancini.

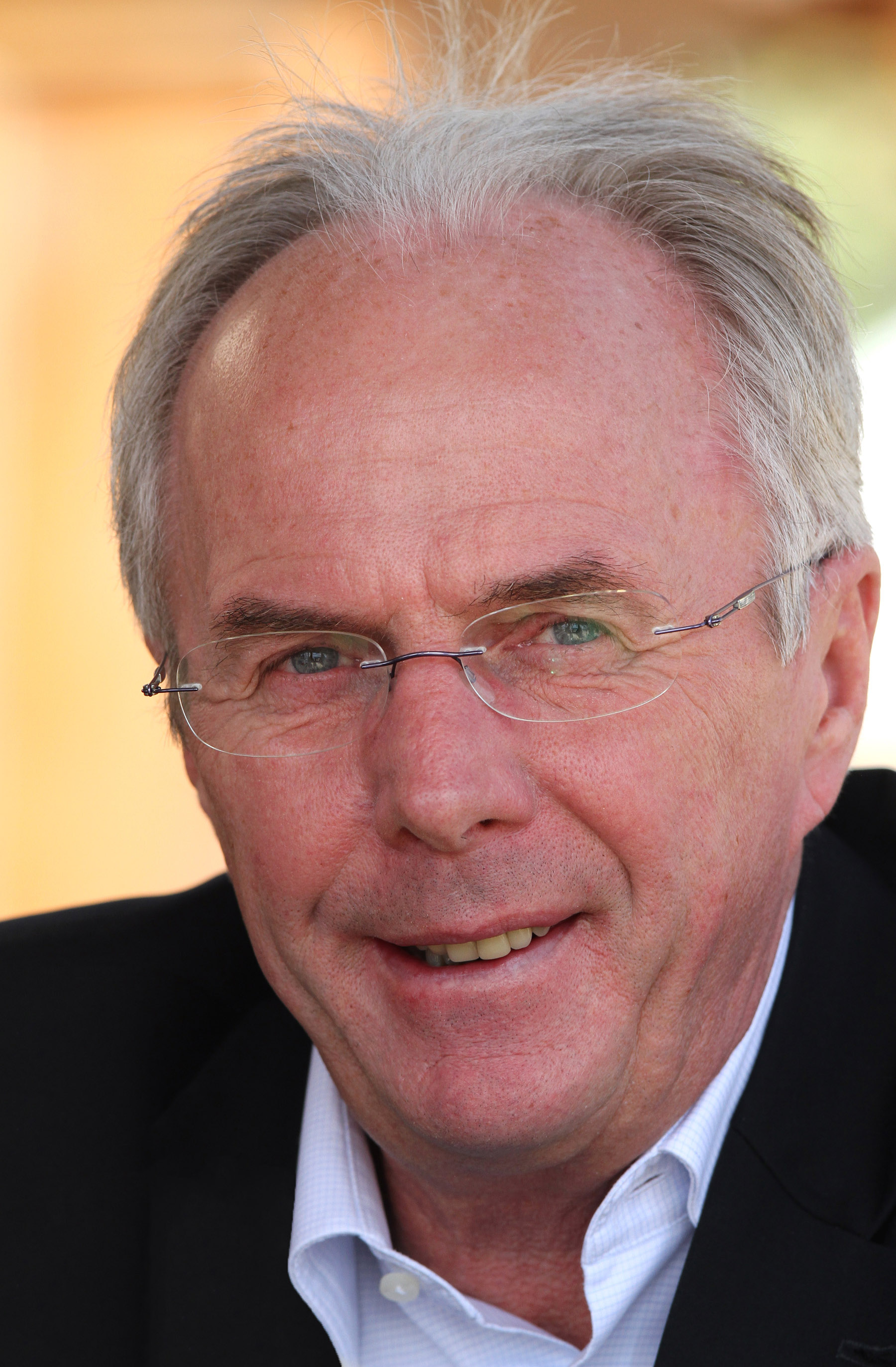
Sven-Göran Eriksson, allenatore della Sampdoria dal 1992 al 1997, all'epilogo dell'epoca d'oro del club.

Dopo tanti anni di successi e soddisfazioni, la Sampdoria inanellò un lungo periodo di flessione culminato nella stagione 1998-1999, con la squadra che retrocedette in Serie B dopo diciassette anni consecutivi in massima categoria: il 16 maggio 1999 al Dall'Ara contro i felsinei, i blucerchiati furono condannati alla discesa in cadetteria dopo un pareggio per 2-2.
Retrocessa dunque in Serie B, i liguri sfiorarono subito la promozione ottenendo nei campionati 1999-2000 e 2000-2001 due quinti posti, mentre nella stagione 2001-2002, si ritrovò di contro a lottare per la salvezza, riuscendo a evitare la Serie C1. Da segnalare in questi anni l'arrivo in squadra di Francesco Flachi, che diverrà il giocatore di riferimento dei blucerchiati in questo decennio.
Nel 2002, la società venne acquistata dall'imprenditore genovese Riccardo Garrone. La Samp, allenata da Novellino, al termine dell'annata 2002-2003 ottenne il ritorno in Serie A. Così nella stagione successiva la squadra genovese si piazzò all'ottavo posto in massima serie, rimanendo per buona parte della stagione in lotta per un posto in Coppa UEFA. Nell'annata 2004-2005 i blucerchiati mancarono la qualificazione in Champions League, arrivando al quinto posto ed entrando così in Coppa UEFA.
Il 2007-2008 vide l'arrivo in maglia doriana di Antonio Cassano; la Sampdoria raggiunse il sesto posto della classifica ottenendo una nuova qualificazione europea, dove nella stagione 2008-2009 riuscì a superare il girone di Coppa UEFA. Nello stesso anno raggiunse per la settima volta nella sua storia la finale della Coppa Italia persa ai tiri di rigore contro la Lazio dopo l'1-1 dei tempi regolamentari; in campionato non riuscì a mantenersi sui livelli recenti e si piazzò al tredicesimo posto; tuttavia nel calciomercato di gennaio, arrivò in squadra Giampaolo Pazzini.

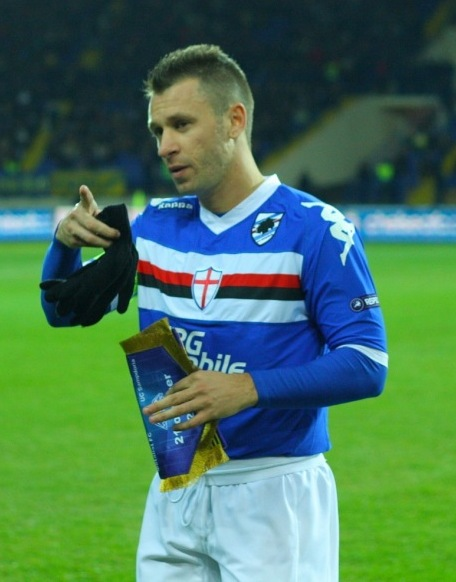
Antonio Cassano, alla Samp dal 2007 al 2011 e di nuovo dal 2015 al 2017.

Nel campionato 2009-2010 la squadra ligure, dopo un girone d'andata altalenante, con Luigi Delneri in panchina diede il via a una serie positiva di risultati nella tornata di ritorno che, anche grazie ai gol della coppia Cassano-Pazzini, si concluse con un quarto posto che valse l'accesso ai preliminari della Champions League; competizione, questa, disputata per l'ultima volta dai blucerchiati nel 1991-1992.
Persi i preliminari di Champions League contro i tedeschi del Werder Brema (sconfitta a Brema per 3-1, e inutile vittoria a Genova dei doriani per 3-2) all'inizio della stagione 2010-2011, la Sampdoria uscì anche dall'Europa League. In campionato, dopo un girone di ritorno con pochi punti totalizzati nonché la cessione a gennaio della coppia d'attacco Cassano-Pazzini, i doriani caddero in Serie B con una giornata d'anticipo, dopo otto annate in massima serie.
Al termine della stagione 2011-2012, il tecnico Giuseppe Iachini riuscì a portare i genovesi al sesto posto del torneo cadetto, l'ultimo disponibile per i play-off di promozione; la Samp li vinse, conquistando così la risalita in Serie A dopo un solo anno di cadetteria per l'annata 2012-2013. Durante la stagione 2012-13 muore il presidente Riccardo Garrone; al vertice del club gli succede il figlio Edoardo, che rimane in carica fino al termine della stagione 2013-14, quando la famiglia Garrone lascia la guida della Sampdoria dopo dodici anni di gestione, cedendo la proprietà del club all'imprenditore romano Massimo Ferrero. Sotto la gestione del nuovo presidente e dell'allenatore Siniša Mihajlović, la Sampdoria chiude la stagione 2014-15 al settimo posto in classifica, qualificandosi per l'Europa League a seguito della rinuncia del Genoa; nella stagione seguente, sotto la guida del tecnico Walter Zenga, viene immediatamente eliminata dalla competizione al terzo turno preliminare dai serbi del Vojvodina.
Al termine di un campionato deludente, conclusosi con la squadra salva ma dopo aver rischiato a lungo la retrocessione, la società affida la panchina a Marco Giampaolo, con il quale la Sampdoria apre un periodo di risultati relativamente buoni. Ai decimi posti conquistati nelle due successive stagioni, si contrappongono l'ottimo gioco mostrato dalla squadra, l'esplosione di nuovi talenti e la valorizzazione di giocatori già affermati, come Milan Škriniar, Bruno Fernandes, Karol Linetty, Duván Zapata, Patrick Schick, Luis Muriel, Lucas Torreira e Dennis Praet. Da ricordare la stagione di Serie A 2018-2019, nella quale Fabio Quagliarella vince il titolo di capocannoniere.
Per la stagione 2019-2020 la panchina viene affidata ad Eusebio Di Francesco ma, complice una situazione caotica a causa della trattativa, poi fallita, per la cessione della società alla cordata capitanata dall'ex blucerchiato Gianluca Vialli, i risultati sono negativi e Di Francesco rescinde il contratto in autunno; al suo posto viene ingaggiato Claudio Ranieri, il quale, pur rilevando la squadra all'ultimo posto, riuscirà ad assicurarle un'agevole salvezza. Nella stagione seguente, ancora Ranieri porta la squadra a un tranquillo 9º posto. Per la stagione 2021-2022 la squadra viene inizialmente affidata a Roberto D'Aversa, il quale però, dopo un girone di andata deludente, viene esonerato in favore del ritorno di Giampaolo, che chiude il campionato raggiungendo l'obiettivo minimo della salvezza.
La stagione seguente, iniziata con la conferma di Giampaolo, poi esonerato in favore di Dejan Stanković, si rivela molto negativa e culmina con la retrocessione in Serie B, dopo undici anni in massima serie. Al contempo la società, rimasta a corto di risorse, oberata di debiti e con il patron Ferrero alle prese con vari problemi giudiziari legati alle sue altre attività (tali da costringerlo ad affidare il club a un trust e lasciare la presidenza all'ex giocatore Marco Lanna), entra in una profonda crisi: le trattative per una cessione si rivelano lungamente infruttuose, spingendo il sodalizio a rischiare finanche la cessazione dell'attività. L'intervento di Andrea Radrizzani e Matteo Manfredi, attraverso una ristrutturazione del debito e successiva ricapitalizzazione, permette nell'immediato l'iscrizione della squadra al campionato cadetto 2023-2024, togliendola altresì dal controllo di Massimo Ferrero. Dopo aver chiuso il campionato 2023-2024 in settima posizione, perdendo poi il preliminare dei play-off (sotto la guida di Andrea Pirlo), la Sampdoria si trova nuovamente in difficoltà nella stagione 2024-2025, che trascorre costantemente nelle retrovie: il triplo cambio in panchina (Pirlo viene infatti esonerato in favore di Andrea Sottil, poi a sua volta sostituito da Leonardo Semplici e infine da Alberico Evani) non riesce a evitare il terzultimo posto; la prima retrocessione in Serie C nella storia del club viene però scongiurata dalla penalizzazione comminata al Brescia, quindicesimo al termine della stagione regolare. In virtù di essa, la Sampdoria sale al diciassettesimo posto, ottenendo il diritto a giocare i play-out contro la Salernitana: con due vittorie, la seconda delle quali arrivata a tavolino, i blucerchiati si guadagnano la permanenza in Serie B.

## Colori e simboli

### Colori
La fusione tra le sezioni calcio della Sampierdarenese e dell'Andrea Doria portò all'unione sia dei rispettivi nomi che dei colori sociali: quelli biancorossoneri della prima si miscelarono dunque ai biancoblu della seconda, dando origine a una particolare combinazione, ossia una maglia blu cinta (ossia cerchiata) sul petto da una fascia biancorossonera al cui centro campeggia lo scudo di San Giorgio, simbolo di Genova. Per via del particolare disegno delle loro divise, i giocatori sampdoriani sono da sempre chiamati con l'appellativo di "blucerchiati".

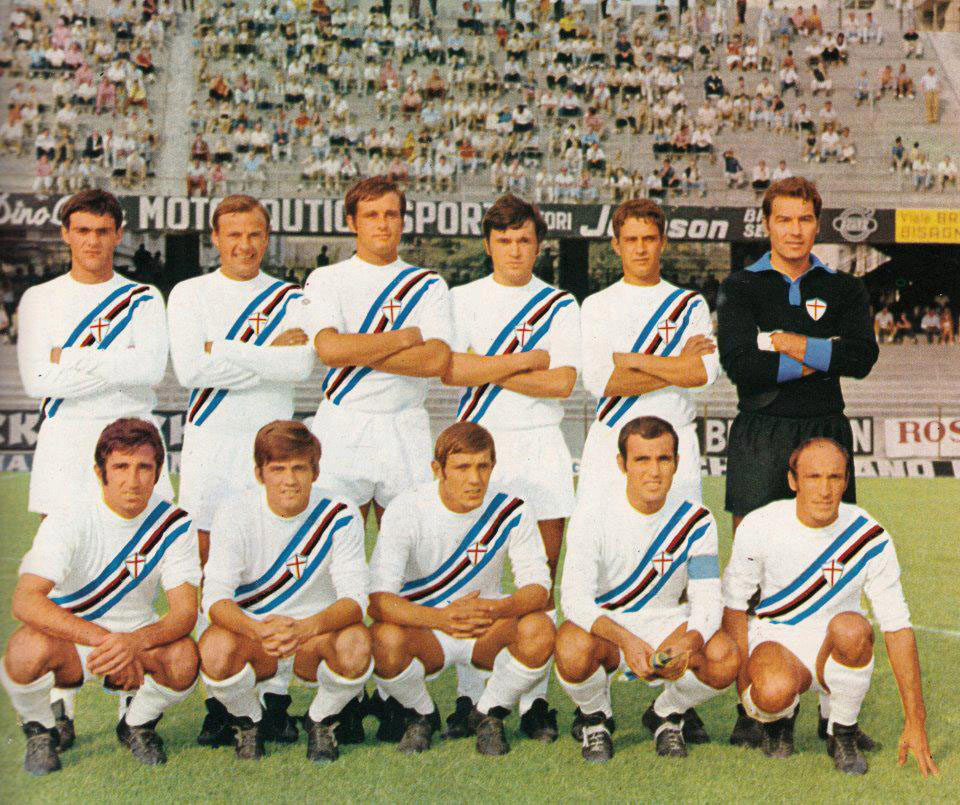
La seconda divisa del 1969-1970, sopra cui la classica fascia blucerchiata è stata trasformata in una originale sbarra diagonale

La prima maglia è sin dagli albori blu, con un anello di strisce orizzontali rosso e nero listato di bianco. In origine le casacche sono d'un blu intenso, con la fascia disposta molto in alto sul busto; con l'arrivo degli sponsor nel calcio, all'inizio degli anni 1980 c'è il progressivo abbassamento della fascia biancorossonera, per far posto nella parte superiore ai marchi pubblicitari. Per quanto concerne i numeri dei calciatori, inizialmente questi erano sovrapposti alla fascia, una caratteristica ritornata in auge dagli anni 2000 dopo che, a cavallo degli anni 1980 e 1990, si riscontra invece l'interruzione della fascia biancorossonera in coincidenza della schiena. I pantaloncini da gioco sono generalmente bianchi o, più raramente, blu – in modo da avere un completo a tinta unita –, mentre i calzettoni, nei primi decenni composti da righe orizzontali biancoblù, con il tempo sono diventati prima blu con risvolti bianchi, poi monocromatici (blu o bianchi).
La seconda uniforme è tradizionalmente a sfondo bianco ma, rispetto alla divisa casalinga, la fascia colorata assume diverse posizioni nel tempo: orizzontale, verticale, più alta o bassa, fino addirittura a sparire lasciando la maglia totalmente bianca, con i colori societari usati come rifinitura solo per colletto e bordi. L'annata 1990-1991 fu la prima a mostrare una seconda casacca dal disegno inverso alla prima: bianca, con la fascia biancorossonera racchiusa tra due ulteriori strisce blu sopra l'addome. Da allora questo è un disegno ricorrente per le mute doriane da trasferta, a cui si è derogato solo in rare occasioni.

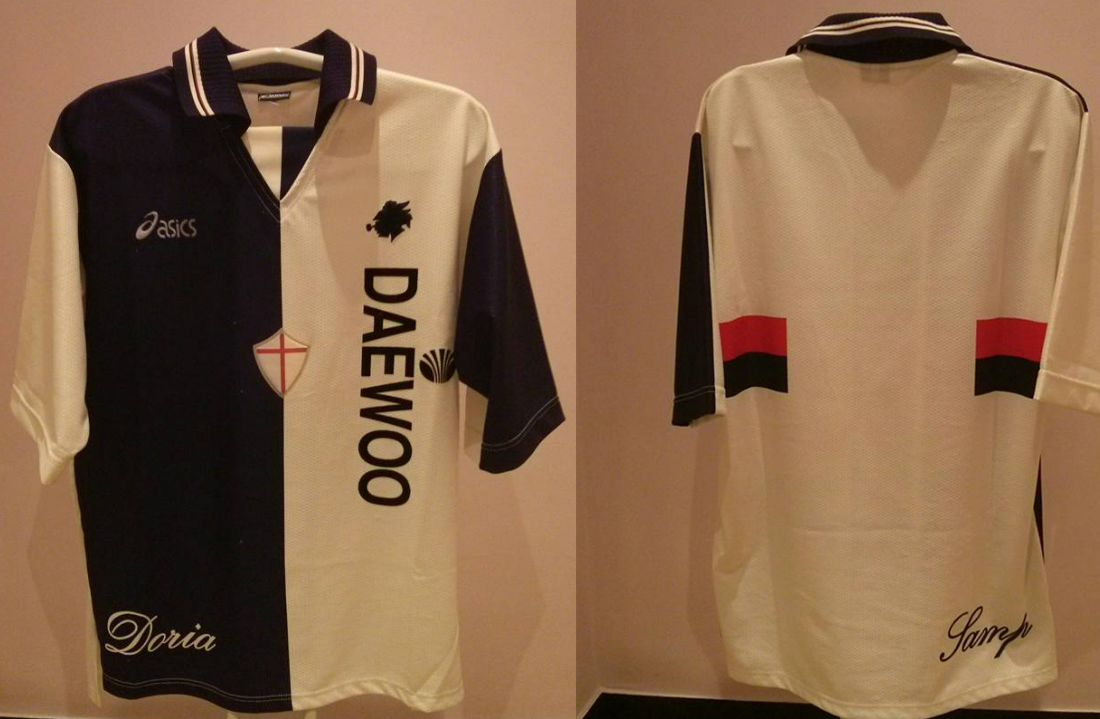
La divisa celebrativa del cinquantenario, sfoggiata nel corso dell'annata 1996-1997, che riproduce le storiche casacche di Andrea Doria (fronte) e Sampierdarenese (retro)

La terza divisa è la più recente, nata nei primi anni 1990. Inizialmente a base rossa, successivamente diventa nera, e col tempo questi due colori si alternano ciclicamente. Tale dicotomia è stata interrotta, solo per brevi parentesi, unicamente dal blu scuro, dal grigio e dall'oro. Per celebrare il cinquantenario di fondazione della società, nel 1996-1997 è inoltre prodotta una particolare maglia celebrativa, usata in rare occasioni, che riproduce sul petto i colori biancoblù dell'Andrea Doria e sulla schiena quelli biancorossoneri della Sampierdarenese.

### Simboli ufficiali

#### Stemma
Il simbolo della squadra è composto da una silhouette nera raffigurante il volto di un tipico pescatore genovese, stilizzato con barba, berretto caratteristico, pipa e capelli al vento; tale figura è chiamata in dialetto genovese il "baciccia" (diminutivo di "Giovanni Battista"). Nello stemma societario, questa è posta all'interno di una sbarra suddivisa in bande con i colori sociali, una banda rossa e una nera tra due bande bianche a loro volta comprese tra due bande blu, il tutto racchiuso in uno scudo francese antico di colore bianco e bordato di nero. Questo stemma fu introdotto sulle divise da gioco a partire dalla stagione 1980-1981, e da allora varia ciclicamente la sua posizione, dal petto alla manica sinistra.
La formazione doriana presenta inoltre sulle proprie maglie lo stemma municipale (una croce rossa in campo bianco), segno di appartenenza alla città della squadra, nata per volontà di fondatori genovesi. Declinato nelle forma di uno scudo svizzero, senza coronamenti esteriori, sulla maglia interna esso campeggia al centro della fascia biancorossonera, mentre sulle divise di cortesia la collocazione può variare.

#### Inno
L'inno ufficiale della Sampdoria è Doria Olé. Prodotto dallo Studio G Genova nei primi anni 70 e originariamente composto come Sampdoria Olé da Molinello, Camizzaro, Carrai e Darini, venne in seguito ripreso dai De Scalzi Bros nel 1991 e pubblicato nel concept album Sampdoria - Il grande cuore della Sud, integralmente costituito da brani celebrativi della squadra blucerchiata in occasione della vittoria dello scudetto 1990-1991.

## Strutture

### Stadio
La Sampdoria gioca le partite in casa nello stadio Luigi Ferraris, situato nel quartiere di Marassi; lo stadio, costruito nel 1911 e ristrutturato completamente in occasione dei mondiali di Italia 1990, è un tipico stadio "all'inglese" (con le gradinate e le tribune molto vicine al campo), tra i primi nel suo genere in Italia.

### Campo di allenamento
Dopo la fondazione, la Sampdoria si allena per diversi anni nello stadio Giacomo Carlini di Genova. A seguito della chiusura dell'impianto, la necessità di trovare una struttura adeguata la porta a spostarsi in varie località del levante ligure, come Recco, Santa Margherita e Rapallo.
Con l'arrivo di Paolo Mantovani alla presidenza della società, la ricerca di una struttura adeguata alle ambizioni della squadra si fa impellente. La soluzione si concretizza il 14 febbraio 1980, quando sulle alture della cittadina di Bogliasco, nel Golfo Paradiso, viene inaugurato il nuovo centro sportivo del club, intitolato alla memoria di Gloriano Mugnaini, medico filantropo (noto per curare gratuitamente anche le persone più indigenti) e fondatore, nel 1966, del Sampdoria Club Rivarolo, una delle prime associazioni di tifosi blucerchiate.

## Società
Da novembre 2023 la Sampdoria ha la sua sede amministrativa ai civici 43-45 di via Cavour a Bogliasco, nell'hinterland genovese, non lontano dal centro sportivo Gloriano Mugnaini; la sede legale permane nel capoluogo ligure. In precedenza il club aveva sempre avuto i propri uffici all'interno della città d'appartenenza: fino al 1996 la sede fu al civico 33 di via XX Settembre, poi dal 1996 al 2002 presso il Palazzo del Melograno, posto tra piazza Campetto e piazza Soziglia, quindi dal 2002 al 2023 nella torre B di Corte Lambruschini, in piazza Borgo Pila, ove occupava due piani del palazzo, per una superficie di 700 metri quadrati, più 150 al piano inferiore interamente dedicati al settore giovanile.
Dal 2023 la società per azioni Unione Calcio Sampdoria è controllata a maggioranza dalla Blucerchiati SpA, soggetto giuridico con sede a Milano, costituito originariamente da Andrea Radrizzani come società a responsabilità limitata allo scopo di poter subentrare (previa sottoscrizione di un prestito obbligazionario convertibile in azioni) alla Sport Spettacolo Holding SrL, la società riconducibile a Massimo Ferrero che precedentemente deteneva il 99,96% delle azioni doriane, ridottosi al 21,86% a dicembre 2023. Dal 2024, una volta uscita di scena la società di Ferrero, Blucerchiati SpA detiene quindi il 99,96% delle azioni di U.C. Sampdoria SpA ed è a sua volta controllata da Gestio Capital Structuring & Investment Solution SA, soggetto giuridico di diritto lussemburghese posseduto per il 58% da Kickoff Ventures SA e per il restante 42% da Gestio Capital Ltd, società di diritto britannico. Al vertice di questo sistema di partecipazioni a cascata vi è il patròn Matteo Manfredi. Il residuo 0,04% di azioni di U.C. Sampdoria SpA è suddiviso tra una cinquantina di piccoli investitori di varia origine, molti dei quali legati all'epoca della gestione Mantovani.
Il club è membro dell'European Club Association (ECA), organismo privato che rappresenta le società calcistiche a livello europeo e riconosciuto dall'UEFA.

### Organigramma societario
Organigramma aggiornato al 13 luglio 2025.
Consiglio di amministrazione
- Matteo Manfredi - Presidente
- Jesper Fredberg - Consigliere e amministratore delegato[34]
- Maheta Molango - Consigliere
- Alberto Bosco - Direttore operativo
- Andrea Mancini - Direttore sportivo
- Giovanni Invernizzi - Coordinatore area tecnica

### Sponsor
Di seguito la cronologia di fornitori tecnici della Sampdoria.
- 1946-1979 Non presente
- 1979-1980 Puma
- 1980-1988 NR
- 1988-1990 Kappa
- 1990-2004 Asics
- 2004-2015 Kappa
- 2015-2020 Joma[35][36]
- 2020- Macron

### Impegno nel sociale

La Sampdoria schierata nel 1995 a fianco di Greenpeace contro i test nucleari francesi a Mururoa.

La Sampdoria è attiva nel campo sociale e umanitario. In attesa di uno sponsor di maglia, nella prima parte della stagione 1995-1996 i giocatori blucerchiati scendono in campo sfoggiando sul petto la scritta "Samp for Peace", come opera di sensibilizzazione verso la guerra dei Balcani e quella di Cecenia, allora in corso; nella stessa annata, il club sposa la causa di Greenpeace utilizzando speciali fratini marchiati "No ai test nucleari", contro i contemporanei esperimenti nucleari di Mururoa portati avanti dalla Francia di Jacques Chirac.
Il 26 e 27 ottobre 2010 il club doriano, assieme ai concittadini del Genoa, promuove la raccolta differenziata nella città di Genova con il programma AMIU "La strana coppia" mentre il 4 novembre 2012, a un anno dall'alluvione genovese del 2011, scende in campo con speciali maglie nere commemorative, poi messe all'asta per beneficenza.

### Settore giovanile

La rosa "Primavera" blucerchiata vittoriosa al Torneo di Viareggio 1977

Il settore giovanile della Sampdoria è formato da tre squadre maschili partecipanti ai campionati nazionali (Primavera, Allievi Nazionali e Giovanissimi Nazionali), due partecipanti a livello regionale (Giovanissimi Regionali e Giovanissimi Regionali fascia B), oltre a due rappresentative di Esordienti, due di Pulcini e una di Piccoli amici.
Il primo trofeo vinto dai blucerchiati è il Torneo di Viareggio 1950, a cui seguono quelli del 1958, 1963 e 1977. Nella stagione 2007-08 la formazione Primavera ha vinto il Campionato e la Coppa Italia, aggiudicandosi in seguito anche la Supercoppa. Nel 2011-12, gli Allievi Nazionali hanno invece vinto il titolo di categoria.

## La Sampdoria nella cultura di massa
La Sampdoria, essendo una delle squadre rappresentative della Liguria, è spesso presente in varie opere della cultura italiana e, talvolta, internazionale.

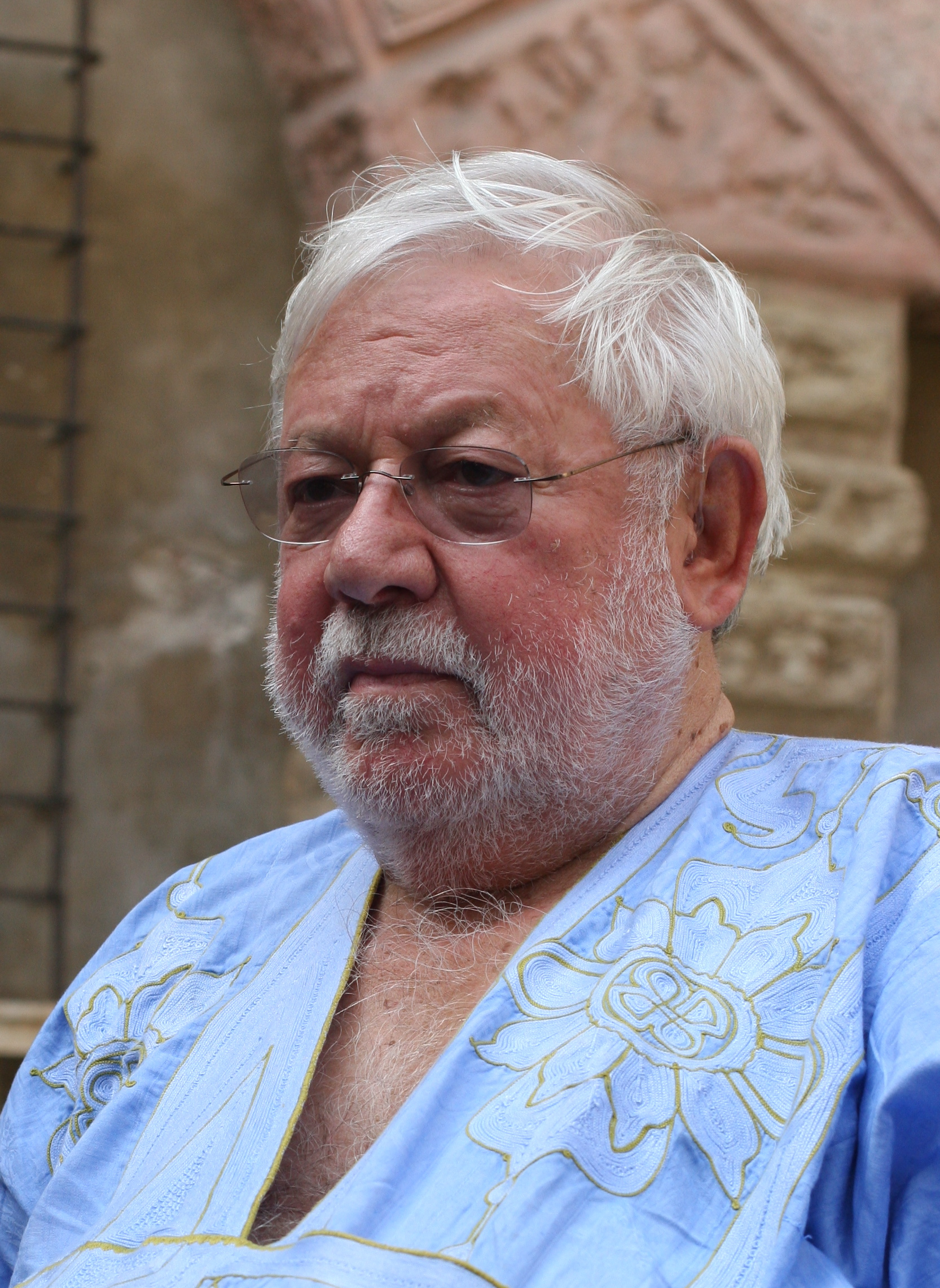
L'attore Paolo Villaggio, tifoso doriano, ha talvolta omaggiato i Blucerchiati in ambito lavorativo.

In ambito cinematografico, oltre a un monologo di Roberto Benigni ne Il pap'occhio e un breve dialogo ne Il ciclone di Leonardo Pieraccioni, sono presenti molte citazioni della squadra nei film dell'attore e comico genovese Paolo Villaggio, grande tifoso blucerchiato: questo accade tra gli altri in A tu per tu (1984) dove Villaggio interpreta un tassista genovese tifoso sfegatato della Samp, duettando con Johnny Dorelli a sua volta nei panni di un imprenditore miliardario ipotetico presidente doriano; in Io no spik inglish (1995) dove impersona un assicuratore di mezz'età che, costretto a un corso d'aggiornamento d'inglese a Londra, tra le altre cose cerca di assistere alla partita di coppa a Highbury tra la sua Sampdoria e l'Arsenal, infiltrandosi senza farsi scoprire nella curva dei londinesi; in Banzai (1997), sequel del precedente, in cui una donna invitata a casa sua improvvisa uno spogliarello sulle note dell'inno del club. La Sampdoria viene citata anche nel film Ultrà di Ricky Tognazzi (1991), durante il quale Principe, capotifoso romanista interpretato da Claudio Amendola, fa riferimento ad una presunta sconfitta fittizia dell'89, ai danni dei capitolini sul risultato di 2-0; curiosamente, nella pellicola compare in un cameo anche il produttore cinematografico Massimo Ferrero, il quale nel 2014 diverrà presidente sampdoriano.
Al di fuori dei confini nazionali, una tournée della squadra ligure a Hong Kong fa da sfondo a una parte delle vicende di Angeli perduti (1995) di Wong Kar-wai, in cui Charlie Yeung interpreta una ragazza orientale fan dell'allora calciatore blucerchiato Ruud Gullit; inoltre Il problema dei tre corpi, romanzo del 2006 dello scrittore cinese Liu Cixin, poi riadatto nel 2024 come serie televisiva su Netflix, è nato da uno spunto del romanziere nel 1994, mentre assisteva a un'amichevole tra la Sampdoria e la nazionale cinese. Infine, nel documentario Genova e il calcio - Le due anime della Superba viene sviscerata la storia e le rivalità tra Genoa e Sampdoria, con annesse vicende del derby della Lanterna.
In televisione l'attore comico Maurizio Crozza, anch'egli tifoso della squadra doriana, nel 2014 propone con successo l'imitazione del presidente blucerchiato del tempo, Massimo Ferrero, inventando tormentoni poi ripresi scherzosamente dallo stesso numero uno della Sampdoria. Sulla copertina di Topolino n. 1096 del 28 novembre 1976 viene raffigurato uno dei paperi comprimari delle storie ambientate a Paperopoli, Moby Duck, in vesti blucerchiate e con la pipa in bocca; sotto appare anche la scritta "Sampdoria U.C. 1946". Infine, in occasione del campionato 1990-1991, Vittorio De Scalzi dei New Trolls e il fratello Aldo, con la collaborazione di Federico Sirianni, registrano il disco Sampdoria - Il Grande Cuore Della Sud finanziato dalla stessa società.
Tra i più noti tifosi del Doria, che più volte hanno esplicitato la loro fede blucerchiata nel corso della propria professione, anche il conduttore televisivo Fabio Fazio e, in ambito internazionale, il comico genovese Maurizio Crozza, la ex ministra della difesa e senatrice Roberta Pinotti, il pugile statunitense Marvin Hagler e il wrestler irlandese Sheamus.
Il 29 agosto 2009 viene fondata Samp Tv, rete televisiva tematica dedicata alla Sampdoria, trasmessa in chiaro sul canale 681 del digitale terrestre in Liguria e sul canale 611 in Piemonte. Il 1º luglio 2015 la società decide di continuare le trasmissioni solo sul proprio canale YouTube chiudendone la visione sul digitale terrestre.

## Allenatori e presidenti
Di seguito l'elenco di allenatori e presidenti della Sampdoria dall'anno di fondazione a oggi.
| Allenatori - 1946-1947 Giuseppe Galluzzi - 1947-1950 Adolfo Baloncieri - 1950-1951 Giuseppe Galluzzi (1ª-30ª) Gipo Poggi (31ª-38ª) - 1951-1952 Alfredo Foni - 1952-1953 Gipo Poggi (1ª-12ª) Ivo Fiorentini (13ª-34ª) - 1953-1954 Paolo Tabanelli - 1954-1955 Paolo Tabanelli (1ª-7ª) Paolo Tabanelli e Lajos Czeizler (D.T.) (8ª-34ª) - 1955-1956 Lajos Czeizler - 1956-1957 Lajos Czeizler Pietro Rava (1ª-30ª) Ugo Amoretti (31ª) William Dodgin (32ª-34ª) - 1957-1958 Adolfo Baloncieri (1ª-21ª) William Dodgin (22ª-34ª) - 1958-1961 Eraldo Monzeglio - 1961-1962 Eraldo Monzeglio (1ª-28ª) Roberto Lerici (29ª-34ª) - 1962-1963 Roberto Lerici (1ª-4ª) Ernst Ocwirk (5ª-34ª) - 1963-1964 Ernst Ocwirk - 1964-1965 Ernst Ocwirk (1ª-18ª) Giuseppe Baldini (19ª-34ª) - 1965-1966 Giuseppe Baldini (1ª-8ª) Fulvio Bernardini (D.T.) e Giuseppe Baldini (9ª-34ª) - 1966-1971 Fulvio Bernardini - 1971-1973 Heriberto Herrera - 1973-1974 Guido Vincenzi - 1974-1975 Giulio Corsini - 1975-1977 Eugenio Bersellini - 1977-1978 Giorgio Canali - 1978-1979 Giorgio Canali (1ª-5ª) Lamberto Giorgis (6ª-38ª) - 1979-1980 Lamberto Giorgis (1ª-7ª) Lauro Toneatto (8ª-38ª) - 1980-1981 Enzo Riccomini - 1981-1982 Enzo Riccomini (1ª-5ª) Renzo Ulivieri (6ª-38ª) - 1982-1984 Renzo Ulivieri - 1984-1986 Eugenio Bersellini - 1986-1992 Vujadin Boškov (D.T.) e Narciso Pezzotti - 1992-1996 Sven-Göran Eriksson (D.T.) e Sergio Santarini - 1996-1997 Sven-Göran Eriksson (D.T.) e Luciano Spinosi - 1997-1998 César Luis Menotti (1ª-8ª) Vujadin Boškov (9ª-34ª) - 1998-1999 Luciano Spalletti (1ª-13ª) David Platt e Giorgio Veneri (14ª-19ª) Luciano Spalletti (20ª-34ª) - 1999-2000 Gian Piero Ventura - 2000-2001 Luigi Cagni - 2001-2002 Luigi Cagni (1ª-4ª) Gianfranco Bellotto (5ª-38ª) - 2002-2007 Walter Novellino - 2007-2009 Walter Mazzarri - 2009-2010 Luigi Delneri - 2010-2011 Domenico Di Carlo (1ª-28ª) Alberto Cavasin (29ª-38ª) - 2011-2012 Gianluca Atzori (1ª-15ª) Giuseppe Iachini (16ª-42ª) - 2012-2013 Ciro Ferrara (1ª-17ª) Delio Rossi (18ª-38ª) - 2013-2014 Delio Rossi (1ª-12ª) Siniša Mihajlović (13ª-38ª) - 2014-2015 Siniša Mihajlović - 2015-2016 Walter Zenga (1ª-12ª) Vincenzo Montella (13ª-38ª) - 2016-2019 Marco Giampaolo - 2019-2020 Eusebio Di Francesco (1ª-7ª) Claudio Ranieri (8ª-38ª) - 2020-2021 Claudio Ranieri - 2021-2022 Roberto D'Aversa (1ª-22ª) Marco Giampaolo (23ª-38ª) - 2022-2023 Marco Giampaolo (1ª-8ª) Dejan Stanković (9ª-38ª) - 2023-2024 Andrea Pirlo - 2024-2025 Andrea Pirlo (1ª-3ª) Andrea Sottil (4ª-16ª) Leonardo Semplici (17ª-32ª) Alberico Evani (33ª-38ª e play-out) - 2025- Massimo Donati | Presidenti - 1946 Piero Sanguineti - 1946-1948 Amedeo Rissotto - 1948-1953 Aldo Parodi - 1953-1961 Alberto Ravano - 1961-1965 Glauco Lolli Ghetti - 1965-1966 Enrico De Franceschini - 1966-1968 Arnaldo Salatti - 1968-1973 Mario Colantuoni - 1973-1974 Giulio Rolandi - 1974-1978 Glauco Lolli Ghetti - 1978-1979 Edmondo Costa - 1979-1993 Paolo Mantovani - 1993-2000 Enrico Mantovani - 2000-2002 Enzo Garufi - 2002 Pietro Sgarlata - 2002-2013 Riccardo Garrone - 2013-2014 Edoardo Garrone - 2014-2021 Massimo Ferrero - 2021-2024 Marco Lanna - 2024- Matteo Manfredi |

## Calciatori

### La Sampdoria e la nazionale italiana
I giocatori blucerchiati con il maggior numero di presenze nell'Italia (limitatamente al periodo in cui hanno militato nella Sampdoria) sono Gianluca Vialli (56 gettoni), Pietro Vierchowod (43), Roberto Mancini (36), Gianluca Pagliuca (23) e Angelo Palombo (22). Per quanto riguarda i record di marcature, al primo posto troviamo ancora Vialli con 13 reti, seguito da Mancini 4 gol e Attilio Lombardo con 3.
Nelle varie spedizioni azzurre sono da ricordare Giacomo Mari, partecipante al Mondiale 1954, Vierchowod e Vialli al Mondiale 1986, Vialli, Mancini e Luca Fusi agli Europei 1988, Mancini, Pagliuca, Vialli e Vierchowod al Mondiale 1990. Pagliuca e Alberico Evani sono poi presenti al Mondiale statunitense, Enrico Chiesa agli Europei 1996, Antonio Cassano agli Europei 2008, Palombo alla Confederations Cup 2009, Palombo e Giampaolo Pazzini al Mondiale 2010.

## Palmarès

### Competizioni nazionali
- Campionato italiano: 1

1990-1991
- Coppa Italia: 4

1984-1985, 1987-1988, 1988-1989, 1993-1994
- Supercoppa italiana: 1

1991

### Competizioni internazionali
- Coppa delle Coppe: 1

1989-1990

### Altre competizioni
- Campionato italiano di Serie B: 1 [80]

1966-1967

### Competizioni giovanili
A livello giovanile la Sampdoria ha conquistato complessivamente 5 titoli di campione nazionale nelle varie categorie (Primavera, Allievi, Ragazzi e De Martino), oltre a vari altri titoli nazionali e internazionali, sia ufficiali sia amichevoli.

## Statistiche e record

### Partecipazione ai campionati
Di seguito una tabella raffigurante la partecipazione della Sampdoria ai campionati di calcio.
| Livello | Categoria | Partecipazioni | Debutto   | Ultima stagione | Totale |
| ------- | --------- | -------------- | --------- | --------------- | ------ |
| 1º      | Serie A   | 66             | 1946-1947 | 2022-2023       | 66     |
| 2º      | Serie B   | 14             | 1966-1967 | 2025-2026       | 14     |

### Partecipazione alle coppe nazionali
| Competizione        | Partecipazioni | Debutto | Ultima stagione | Totale |
| ------------------- | -------------- | ------- | --------------- | ------ |
| Coppa Italia        | 68             | 1958    | 2024-2025       | 71     |
| Supercoppa italiana | 4              | 1988    | 1994            | 71     |

### Partecipazione alle competizioni UEFA
| Competizione                               | Partecipazioni | Debutto   | Ultima stagione | Totale |
| ------------------------------------------ | -------------- | --------- | --------------- | ------ |
| Coppa dei Campioni / UEFA Champions League | 2              | 1991-1992 | 2010-2011       | 16     |
| Coppa delle Coppe UEFA                     | 5              | 1985-1986 | 1994-1995       | 16     |
| Coppa UEFA / UEFA Europa League            | 6              | 1997-1998 | 2015-2016       | 16     |
| Coppa Intertoto UEFA                       | 2              | 1998      | 2007            | 16     |
| Supercoppa UEFA                            | 1              | 1990      | 1990            | 16     |

### Statistiche di squadra
La Sampdoria esordisce in Serie A nel 1946, quindi, includendo la stagione in corso, il club ha partecipato a 79 campionati nazionali. La squadra ottiene il migliore piazzamento nell'edizione 1990-1991 con il 1º posto finale, mentre il peggiore è il 20º nonché ultimo posto dell'edizione 2022-2023. Il record di punti in una stagione è stato ottenuto sia nella Serie A 2009-2010 sia nella Serie B 2011-2012, con 67 punti totali, mentre nella Serie A 2022-2023 ha totalizzato il minor numero di punti, 19.

### Statistiche individuali
Il calciatore della Sampdoria con il maggior numero di presenze è Roberto Mancini con 567 gettoni tra il 1982 e il 1997, seguito da Moreno Mannini (fermo a 501) e da Pietro Vierchowod (493); Mancini è anche detentore del record di reti nella squadra, 171, Gianluca Vialli si trova in seconda posizione con 141 gol.
Di seguito i record presenze e marcature dei giocatori della Sampdoria in tutte le competizioni.
Dati aggiornati al 26 maggio 2023; in grassetto i giocatori ancora in maglia blucerchiata.
| Presenze - 567 Roberto Mancini (1982-1997) - 501 Moreno Mannini (1984-1999) - 493 Pietro Vierchowod (1983-1995) - 459 Angelo Palombo (2002-2012, 2012-2017) - 401 Fausto Pari (1983-1992) - 377 Fausto Salsano (1979-1981, 1984-1990, 1993-1998) - 363 Luca Pellegrini (1980-1991) - 353 Guido Vincenzi (1958-1969) - 351 Gaudenzio Bernasconi (1954-1965) - 328 Gianluca Vialli (1984-1992) | Marcature - 171 Roberto Mancini (1982-1997) - 141 Gianluca Vialli (1984-1992) - 110 Francesco Flachi (1999-2007) - 106 Fabio Quagliarella (2006-2007, 2016-2023) - 89 Adriano Bassetto (1946-1953) - 71 Giuseppe Baldini (1946-1950, 1953-1955) - 66 Vincenzo Montella (1996-1999, 2007-2008) - 55 Giancarlo Salvi (1963-1964, 1965-1976) - 52 Eddie Firmani (1955-1958) - 52 Manolo Gabbiadini (2013-2015, 2019-2023) - 51 Attilio Lombardo (1989-1995, 2001-2002) |

## Tifoseria
Secondo un'indagine condotta e pubblicata annualmente da due società specializzate in sondaggi e ricerche di mercato, la StageUp e la Ipsos, al 2022 la squadra poteva contare su un seguito stimato in circa 242 000 tifosi, altri dati parlano di circa mezzo milione di tifosi, tutto mediamente in linea con le rilevazioni degli anni precedenti.

### Storia
(Gloriano Mugnaini in un'intervista di Piero Sessarego)
Il cuore del tifo blucerchiato è la Gradinata Sud, dove risiedono dal 1961 i "Fedelissimi" e dal 1969 gli "Ultras Tito Cucchiaroni" ed altri svariati gruppi. In seguito alla sconfitta in finale di Coppa delle Coppe 1988-1989, il 16 maggio dello stesso anno, in via Fereggiano, si ha uno scontro diretto tra le opposte tifoserie genovesi, terminato grazie ad un consigliere comunale, ex ultrà genoano, che porterà anche alla costituzione della "Cooperativa Genova Insieme", formata da ultras delle due fazioni, con il compito di effettuare le pulizie dello stadio.

Una sciarpata della tifoseria doriana nella Gradinata Sud del vecchio Ferraris, metà degli anni 1980 circa.

Nel 1998 tra gli Ultras Tito Cucchiaroni e gli altri gruppi della Sud c'è una forte discussione, perciò gli UTC ed i Struppa si trasferiscono nella Gradinata Sud superiore. Nel 2022, dopo 24 anni di conflitto, si decide di mettere da parte i rancori e di tifare tutti insieme per il bene della Sampdoria, con i gruppi che a oggi stanno tutti insieme nella Gradinata Sud inferiore. Nel 2008 è sorta una associazione di mutuo soccorso tra tifosi denominata "Marinai nei guai" che, caso unico in Italia, supporta alcuni tifosi in difficoltà legale, sociale ed economica.

### Gemellaggi e rivalità
La tifoseria blucerchiata vanta uno storico gemellaggio con quella del Verona, in essere dal 6 maggio 1973, mentre gli altrettanto saldi legami con le curve di Ternana e Parma hanno avuto inizio rispettivamente nel 1977 e nel 1990; in particolare, il gruppo degli "Ultras Tito Cucchiaroni" intrattiene il gemellaggio con i tifosi veronesi ("Hellas Army") e parmensi ("Boys Parma 1977") mentre i "Fedelissimi" con i ternani. Più recenti, invece, sono i gemellaggi instaurati con i supporter del Bari (1º aprile 2006) e del St. Pauli.
Nel corso degli anni sono maturate accese rivalità tra i tifosi della Sampdoria e quelli di altre squadre: la più vecchia e sentita è quella coi concittadini del Genoa, che impegna le due compagini genovesi nel derby della Lanterna, considerato la trentesima stracittadina più sentita al mondo oltreché la terza in Italia, dopo quelle di Roma e di Milano.
Altre rivalità molto sentite intercorrono con gli ultras del Torino, del Napoli, quest'ultima per via del gemellaggio che storicamente li ha legati ai genoani, e del Bologna.

## Organico

### Rosa 2025-2026
Rosa aggiornata al 20 agosto 2025.
| N. |                    | Ruolo | Calciatore            |
| -- | ------------------ | ----- | --------------------- |
| 1  | Italia (bandiera)  | P     | Simone Ghidotti       |
| 4  | Francia (bandiera) | C     | Jordan Ferri          |
| 5  | Italia (bandiera)  | D     | Alessandro Pio Riccio |
| 6  | Italia (bandiera)  | D     | Simone Romagnoli      |
| 7  | Albania (bandiera) | A     | Marvin Çuni           |
| 8  | Italia (bandiera)  | C     | Matteo Ricci          |
| 9  | Italia (bandiera)  | A     | Massimo Coda          |
| 11 | Spagna (bandiera)  | A     | Estanis Pedrola       |
| 12 | Italia (bandiera)  | P     | Nicholas Scardigno    |
| 14 | Italia (bandiera)  | C     | Alessandro Bellemo    |
| 15 | Italia (bandiera)  | D     | Giorgio Altare        |
| 16 | Scozia (bandiera)  | C     | Liam Henderson        |
| 18 | Italia (bandiera)  | D     | Lorenzo Venuti        |
| 19 | Italia (bandiera)  | C     | Stefano Girelli       |
| 20 | Italia (bandiera)  | A     | Antonino La Gumina    |
| 21 | Italia (bandiera)  | D     | Simone Giordano       |
| 22 | Italia (bandiera)  | P     | Elia Tantalocchi      |
| 23 | Italia (bandiera)  | D     | Fabio Depaoli         |

| N. |                      | Ruolo | Calciatore         |
| -- | -------------------- | ----- | ------------------ |
| 24 | Italia (bandiera)    | C     | Nikola Sekulov     |
| 25 | Italia (bandiera)    | D     | Alex Ferrari       |
| 28 | Danimarca (bandiera) | C     | Oliver Abildgaard  |
| 30 | Italia (bandiera)    | P     | Nicola Ravaglia    |
| 31 | Croazia (bandiera)   | D     | Stipe Vulikić      |
| 32 | Italia (bandiera)    | A     | Lorenzo Paratici   |
| 33 | Italia (bandiera)    | C     | Francesco Conti    |
| 34 | Italia (bandiera)    | C     | Tommaso Casalino   |
| 35 | Italia (bandiera)    | A     | Giuseppe Forte     |
| 37 | Italia (bandiera)    | D     | Alessio Papasergio |
| 38 | Italia (bandiera)    | D     | Karim Diop         |
| 39 | Italia (bandiera)    | D     | Lorenzo Malanca    |
| 44 | Cipro (bandiera)     | D     | Nikolas Iōannou    |
| 70 | Spagna (bandiera)    | A     | Víctor Narro       |
| 80 | Italia (bandiera)    | C     | Leonardo Benedetti |
| 92 | Italia (bandiera)    | A     | Simone Leonardi    |
| 98 | Belgio (bandiera)    | P     | Gaëtan Coucke      |

### Staff tecnico
Staff aggiornato al 13 luglio 2025.
- Massimo Donati - Allenatore[34]
- Paolo Favaretto - Collaboratore tecnico
- Angelo Gregucci - Collaboratore tecnico
- Walter Bressan - Preparatore dei portieri
- Alberto Berselli - Preparatore atletico
- Francesco Chinnici - Preparatore recupero infortunati

## Attività polisportiva
Nel 2016 la Sampdoria apre una propria sezione di calcio femminile, inizialmente attiva solo a livello giovanile. Il 15 giugno 2021, con l'acquisizione del titolo sportivo della Florentia S.G., il club blucerchiato debutta in Serie A con una propria prima squadra femminile.
Nel 2021 il club entra nel calcio a 5 con la fondazione della Sampdoria Futsal, nata a seguito dell'apparentamento con la già esistente CDM Futsal Genova. La squadra gioca le sue partite casalinghe nel Palasport di Campo Ligure, debuttando nel campionato di Serie A2. Tuttavia nell'estate del 2023 il progetto viene abbandonato.

### Informazione storica
- Il calcio in Italia
- Campionato italiano di calcio

### Albi d'oro
- Albo d'oro del campionato italiano di calcio
- Albo d'oro della Coppa Italia